# 4869 Piotrovsky
4869 Piotrovsky eller 1989 UE8 är en asteroid i huvudbältet som upptäcktes den 26 oktober 1989 av den ryska astronomen Ljudmila Tjernych vid Krims astrofysiska observatorium på Krim. Den är uppkallad efter Boris Piotrovsky.
Asteroiden har en diameter på ungefär 6 kilometer.